# Carlos Oteyza
Carlos Oteyza (Caracas, Venezuela, 9 de junio de 1951) es un director de cine, historiador y guionista venezolano.
Oteyza empezó su carrera con el cortometraje de ficción Siete Notas en 1971, pero ha dedicado la mayor parte de su obra a películas documentales. Ha trabajado algunos de sus guiones con escritores venezolanos como Salvador Garmendia y José Ignacio Cabrujas. Su último largometraje, El Pueblo Soy Yo: Venezuela en Populismo, fue producido por el intelectual mexicano Enrique Krauze en 2018.
Es el fundador de la colección de documentales históricos Cine Archivo de Cine Archivo B.F (1979), institución que tiene como objetivo resguardar una de las principales colecciones fílmicas de Venezuela. Este patrimonio está conformado por la producción de Bolívar Films, que se inició en 1943, y de Cinesa, que comenzó en 1958. Casi un siglo completo de noticias, documentales, largometrajes, cortometrajes y comerciales que han quedado como testimonio irremplazable de los hechos trascendentales y los aspectos cotidianos de la historia de Venezuela como país y como nación.
Es directivo de Cinesa y Bolívar Films, dos de las casas productoras audiovisuales con más tradición en el país.

## Biografía
Creció en la capital venezolana donde realizó sus primeros estudios; sin embargo, viaja a Francia donde obtuvo el título de Magister en Historia de la Universidad de París 7 en 1977. A su regreso a Venezuela, se reconectó con su afición por el cine y realizó casi una decena de documentales en una década, entre los que se encuentran: Chuao (1979); Mayami Nuestro (1981), el más polémico por retratar el modo de vida de los venezolanos durante la bonanza petrolera de los años 70 y comienzos de los 80; y El General Eleazar López Contreras: La Transición (1997) Archivado el 27 de octubre de 2020 en Wayback Machine., en el que trabajó con el escritor Salvador Garmendia.
En 1987, dirigió su primer largometraje, El Escándalo, que escribió junto al reconocido dramaturgo José Ignacio Cabrujas. Sus siguientes producciones de ficción son Roraima (1993) y La Voz del Corazón (1997), aunque su carrera se orienta principalmente al cine documental y al rescate de la memoria histórica y audiovisual de su país.
A finales de los años 90, crea la colección de documentales históricos que se ha convertido en la más importante de Venezuela para la cual escribe y dirige muchos de ellos. Sus obras más conocidas son: Caracas, Crónica del siglo XX (1999); Venezuela al Bate: Orígenes de Nuestro Béisbol (2001), la trilogía sobre la historia del petróleo en Venezuela, El Reventón (2007-2014). En 2012, estrenó el largometraje Tiempos de Dictadura, Tiempos de Marcos Pérez Jiménez (2012), que logra establecerse como la película documental venezolana con mayor audiencia hasta entonces. En 2016 estrenó el largometraje documental CAP 2 Intentos, sobre los dos gobiernos del expresidente venezolano Carlos Andrés Pérez.
Su último largometraje estrenado en 2018 y producido por Enrique Krauze, “El Pueblo Soy Yo: Venezuela en Populismo”, describe los hábiles mecanismos del poder autoritario en el gobierno iniciado por Hugo Chávez y continuado por Nicolás Maduro. La película desentraña la aparición del líder carismático en un momento de crisis, y cómo este, valiéndose de los altos precios petroleros, se abre camino para apoderarse de las instituciones, polarizar a la sociedad, silenciar los medios de comunicación y desarticular el aparato productivo. En 2019 fue reconocida con el premio a Mejor Guion (Best Screenplay) del History Film Festival en Croacia.
Su trabajo documental se caracteriza por el uso de testimonios inéditos y valiosos documentos cinematográficos, para abordar temas históricos a través de una mirada renovadora, como un aporte al rescate y difusión de la memoria de su país.

## Filmografía
| Año  | Ficción            |
| ---- | ------------------ |
| 1971 | Siete Notas        |
| 1987 | El Escándalo       |
| 1993 | Roraima            |
| 1997 | La Voz del Corazón |

| Año  | Documental                                                                       |
| ---- | -------------------------------------------------------------------------------- |
| 2022 | CAP inédito: Conversaciones desde la soledad                                     |
| 2021 | Rómulo Resiste                                                                   |
| 2018 | El Pueblo Soy Yo                                                                 |
| 2016 | CAP 2 Intentos (Carlos Andrés Pérez: 2 INTENTOS)                                 |
| 2014 | El Reventón III: La industria petrolera en manos venezolanas (1976 - 1999)       |
| 2012 | Tiempos de Dictadura, tiempos de Marcos Pérez Jiménez                            |
| 2008 | El Reventón II: Hacia la nacionalización petrolera (1944 - 1976)                 |
| 2007 | El Reventón I: Los inicios de la producción petrolera en Venezuela (1883 - 1943) |
| 2001 | Venezuela al Bate: Orígenes de nuestro béisbol                                   |
| 1999 | Caracas: Crónicas del siglo XX                                                   |
| 1997 | El General Eleazar López Contreras: La Transición                                |
| 1994 | Andrés Mata: Del Amor y El Dolor                                                 |
| 1992 | Isaías Medina Angarita: Soldado de la libertad                                   |
| 1989 | El Destino de las Aguas                                                          |
| 1988 | Orinoco: Señor de las Aguas                                                      |
| 1984 | Rómulo Gallegos: Horizonte y Caminos                                             |
| 1983 | La Isla                                                                          |
| 1981 | Mayami Nuestro                                                                   |
| 1980 | Santa Elena de Uairén                                                            |
| 1979 | Chuao                                                                            |
| 1978 | Cúa                                                                              |